# Ayo-Maria Atoyebi
Ayo-Maria Atoyebi OP (* 3. Dezember 1944 in Okerimi-Oro, Ghana; † 8. März 2025 in Ibadan, Nigeria) war ein ghanaischer Ordensgeistlicher und römisch-katholischer Bischof von Ilorin.

## Leben
Ayo-Maria Atoyebi trat 1969 in die Ordensgemeinschaft der Dominikaner ein und empfing am 17. Dezember 1978 das Sakrament der Priesterweihe. Er studierte am Priesterseminar St. Peter und Paul in Ibadan (1971–1978) und am Angelicum in Rom (1980–1982).
Am 6. März 1992 ernannte ihn Papst Johannes Paul II. zum Bischof von Ilorin. Der Erzbischof von Kaduna, Peter Yariyok Jatau, spendete ihm am 17. Mai desselben Jahres die Bischofsweihe; Mitkonsekratoren waren der Koadjutorbischof von Abuja, John Onaiyekan, und der Bischof von Ibadan, Felix Alaba Adeosin Job.
Papst Franziskus nahm am 11. Juni 2019 seinen vorzeitigen Rücktritt an.